# مافیا!
مافیا! (به انگلیسی: Mafia!) یا مافیای جین آستن! (به انگلیسی: Jane Austen's Mafia!) فیلمی محصول سال ۱۹۹۸ و به کارگردانی جیم آبراهامز است. در این فیلم بازیگرانی همچون جی مهر، لوید بریجز، المپیا دوکاکیس، کریستینا اپل‌گیت، بیلی برک، لوئیس ماندیلور، جیسون فوکس، پاملا گیدلی، سوفیا میلوس، جو ویترلی، تونی لو بیانکو، وینسنت پاستوره، ماریسول نیکولز، کارول سوزی، گرگوری سیرا و کاترین لوید برنس ایفای نقش کرده‌اند.
این فیلم نقیضه مجوعه فیلم‌های پدرخوانده به کارگردانی فراسیس فورد کاپولا، و برخی فیلم‌های مافیایی دیگر مانند کازینو به کارگردانی مارتین اسکورسیزی است. همچنین به فیلم‌های دیگری مانند فارست گامپ نیز اشاره می‌کند.